# Ishtar (Film)
Ishtar ist ein US-amerikanischer Abenteuerfilm mit Warren Beatty und Dustin Hoffman aus dem Jahr 1987, der sich in den Vereinigten Staaten als Flop des Jahres herausstellte.

## Handlung
Die erfolglosen Songschreiber Lyle und Chuck träumen davon, als Gesangsduo in die Fußstapfen von Simon & Garfunkel zu treten. Der Agent Marty Freed soll ihnen dabei helfen. Nach einem missglückten Auftritt in einem New Yorker Nachtclub ist ein Engagement in Marokko jedoch das Einzige, was Marty den talentlosen Musikern anbieten kann. Lyle, der kürzlich von seiner Frau verlassen wurde, und Chuck, der sich nach der Trennung von seiner Freundin Carol hatte umbringen wollen, hätte Lyle ihn nicht davon abgehalten, beschließen trotz niedriger Gage, das Angebot anzunehmen. Auf ihrem Weg nach Marokko müssen Lyle und Chuck in Ishtar, einem kleinen Wüstenstaat, zwischenlanden. Am Flughafen wird Chuck von einer als Mann verkleideten Einheimischen namens Shirra angesprochen und um Hilfe gebeten. Sie schwebe in Lebensgefahr und müsse mit ihm die Identität tauschen, um sicher nach Marrakesch zu gelangen. Von ihrer Schönheit angetan, gibt ihr Chuck seinen Reisepass und tauscht mit ihr seine Sachen. In der örtlichen US-Botschaft hofft Chuck, einen neuen Reisepass beantragen zu können, was derzeit jedoch nicht möglich sei, stehe doch Ishtar kurz vor einem Bürgerkrieg. Während Lyle allein nach Marokko weiterreist, trifft Chuck auf den CIA-Agenten Jim Harrison, der ihn gegen entsprechende Bezahlung als Agenten anheuert.
Schließlich trifft auch Chuck in Marokko ein und gesellt sich im Hotel Chez Casablanca, in dem er und Lyle gebucht wurden, zu seinem Partner auf die Bühne. Statt ihrer eigenen Songs singen sie Evergreens wie Strangers in the Night, und das Publikum ist begeistert. In der darauffolgenden Nacht schleicht sich Shirra in ihr Hotelzimmer und versucht, Chucks Koffer zu entwenden. Lyle stürzt sich jedoch auf sie und schlägt sie zu Boden. Shirra versucht, ihm die Umstände zu erklären. Um den tyrannischen Emir von Ishtar zu stürzen, benötige sie den Inhalt des Koffers. Zwar weigert sich Lyle, ihr den Koffer zu geben, doch lässt er sich überreden, einen Kamelhändler ausfindig zu machen und ihm eine verschlüsselte Botschaft zu überbringen.
Unterdessen macht CIA-Mann Harrison Chuck glauben, dass Shirra eine kommunistische Untergrundkämpferin sei, die mit einer ominösen Karte die Stabilität in Ishtar gefährde. Tags darauf werden Lyle und Chuck auf einem Basar von Agenten verschiedenster Geheimdienste verfolgt, die der Karte habhaft werden wollen. Bei einem Schusswechsel und dem daraus entstehenden Tumult gelingt es Lyle und Chuck dank des jungen Händlers Abdul, ihren Häschern zu entkommen. Abdul bringt sie anschließend zum Kamelmarkt, wo Lyle ein blindes Kamel ersteht. Shirra sucht derweil Chuck auf und bittet ihn um die Karte, die sich zwischen den Sachen befinden müsse, die sie mit ihm am Flughafen getauscht hatte. Chuck hatte jedoch keine Karte gefunden. Daraufhin kann sowohl Shirra als auch Harrison Lyle und Chuck überzeugen, dass sie zu ihrem eigenen Schutz in die Wüste fliehen müssen und erst bei Nacht wieder zurückkehren sollen. Gutgläubig wie sie sind, irren Lyle und Chuck kurz darauf mit dem blinden Kamel in der Wüste umher. Als ihnen das Wasser auszugehen droht, treffen sie auf Händler, die Waffen an Nomaden verkaufen wollen, jedoch Verständigungsprobleme haben. Chuck gibt sich kurzerhand als Übersetzer aus. Als ein Helikopter der CIA, die den Emir unterstützt und auf dessen Machterhalt setzt, die beiden Songschreiber mittels Peilsender ausfindig macht und ihren Aufenthaltsort ansteuert, ergreifen die Händler und Nomaden die Flucht und lassen Lyle und Chuck mit ein paar Waffen zurück. Während sie erneut mit ihrem Kamel durch die Wüste irren, entdeckt Lyle Shirras Karte, die in das Innenfutter einer Jacke genäht ist, die sich Chuck als Sonnenschutz um den Kopf gebunden hat.
Plötzlich taucht der Helikopter der CIA auf und nimmt sie unter Beschuss. Lyle und Chuck, die gehofft haben, endlich gerettet zu werden, greifen zu den Waffen und erwidern das Feuer. Der Helikopter dreht ab und kehrt wenig später mit einem Militärhubschrauber zurück. Unerwartet treffen Shirra und Abdul in einem Jeep bei ihnen ein und nehmen die Hubschrauber mit ihren Waffen unter Beschuss, worauf diese erneut abziehen. Daraufhin verhandelt Marty von New York aus mit der CIA. Um zu verhindern, dass die Karte, die den Weg zu regimekritischen Untergrundkämpfern weist, in falsche Hände gerät und die CIA in einen Skandal verwickelt wird, erklärt sich Harrison bereit, ein Live-Album mit Lyles und Chucks Songs herauszubringen und für die nötige Werbung zu sorgen. Auch soziale Reformen sollen in Ishtar in die Wege geleitet werden. Als Lyle und Chuck im Chez Casablanca ihre Songs bei einem Live-Auftritt aufnehmen lassen, befindet sich auch Shirra im Publikum, die sich von ihren Liedern begeistert zeigt. Der Rest des Publikums, das größtenteils aus Soldaten besteht, wird nach jedem Song von einem Offizier angewiesen zu klatschen.

## Hintergrund
Warren Beatty schlug Columbia Pictures Anfang 1985 das Projekt vor, in dem er und Dustin Hoffman mit einer Gage von jeweils 5,5 Millionen Dollar die Hauptrollen übernehmen sollten. Gegen seinen Typ besetzt, bekam Beatty, der auch als Produzent in Erscheinung trat, die Rolle des Dummkopfs, während Hoffman in Beattys übliche Rolle des Frauenhelden schlüpfte. Für die Regie verpflichteten sie Elaine May, die das Drehbuch geschrieben hatte und in Hollywood aufgrund ihres Perfektionismus als schwierig galt. Auch war ein Projekt dieser Größenordnung zuvor noch nie einer Frau anvertraut worden. „Eine Unternehmung, die drei so notorische und dickköpfige Perfektionisten wie May, Beatty und Hoffman zusammenspannt, kann sich nur im Kampf der unerbittlichen Egos selbst zerstören“, prophezeite Newsweek noch vor Drehbeginn.
Die Dreharbeiten begannen am 21. Oktober 1985 in Marokko, wo May zweieinhalb Quadratkilometer Dünen von Einheimischen zu einer künstlichen Wüste einebnen und bisweilen eine Szene bis zu 50 Mal wiederholen ließ, ehe sie mit dem gedrehten Material zufrieden war. Die Dreharbeiten in Nordafrika dauerten länger als zwei Monate. Bis April 1986 wurden sie in New York City fortgesetzt, worauf sich das Schneiden des Films ein Jahr lang hinzog. Ursprünglich waren die Produktionskosten mit 28 Millionen Dollar veranschlagt worden, doch kostete das Projekt letztlich etwa 55 Millionen Dollar. Weitere acht Millionen Dollar sollen von Columbia in die Werbung und den Verleih investiert worden sein.
Als Ishtar am 15. Mai 1987 in den US-amerikanischen Kinos anlief, spielte der Film am Startwochenende lediglich 4,3 Millionen Dollar ein. Trotz mitunter wohlwollender Kritiken erwies sich der Film mit seinem Einspielergebnis in den Vereinigten Staaten von rund 14,4 Millionen Dollar als großer Flop. In Deutschland wurde der Film am 14. Januar 1988 veröffentlicht. Im Oktober 1988 erschien der Film auf Video.

## Kritiken
Das Lexikon des internationalen Films bezeichnete Ishtar als „[a]ufwendige Abenteuerkomödie mit Starbesetzung, die jedoch trotz angestrengter Bemühungen nur wenige gelungene komische Effekte erzielt“. Der „Spaß blieb auf der Strecke“, befand auch Cinema. Das Fazit lautete: „Mit Starbesetzung in den Sand gesetzt.“

## Auszeichnungen
1988 war der Film in den Kategorien Schlechtester Film, Schlechtestes Drehbuch und Schlechteste Regie für die Goldene Himbeere nominiert. Der Negativpreis ging schließlich an Regisseurin Elaine May, die ihn zusammen mit Norman Mailer (für Harte Männer tanzen nicht) erhielt.

## Deutsche Fassung
Die deutsche Synchronfassung entstand 1987 bei der Berliner Synchron. Die Synchronregie hatte Arne Elsholtz inne, der auch das Dialogbuch schrieb.
| Rolle        | Darsteller      | Synchronsprecher   |
| ------------ | --------------- | ------------------ |
| Lyle Rogers  | Warren Beatty   | Christian Brückner |
| Chuck Clarke | Dustin Hoffman  | Michael Brennicke  |
| Shirra Assel | Isabelle Adjani | Cornelia Meinhardt |
| Jim Harrison | Charles Grodin  | Thomas Danneberg   |
| Marty Freed  | Jack Weston     | Gerd Duwner        |
| Carol        | Carol Kane      | Katja Nottke       |
| Emir Yousef  | Aharon Ipalé    | Hermann Ebeling    |
| Dorothy      | Julie Garfield  | Gisela Fritsch     |